# Повало-Швейковский, Иван Семёнович
Иван Семёнович Повало-Швейковский (23 сентября [4 октября] 1787, Буловицы, Смоленская губерния — 6 [18] мая 1845, Курган, Тобольская губерния) — декабрист, полковник (1816).

## Биография
Иван Семёнович Повало-Швейковский родился 23 сентября (4 октября) 1787 года в дворянской семье в сельце Буловицы Лобковской волости Смоленского уезда Смоленской губернии, ныне деревня Буловица входит в Переснянское сельское поселение Починковского района Смоленской области. Отец — смоленский помещик премьер-майор Семён Иванович Повало-Швейковский (1749—1825), мать — Пелагия Богдановна, урожд. Верховская.
Воспитывался в Московском университетском пансионе, а затем дома (учителя Новиков, Готард и Абграль).
С 16 (28) января 1801 года на военной службе. С 6 (18) декабря 1804 года — батальонный адъютант. В составе Московского гренадерского полка участвовал в войнах против турок и французов 1805—1814 годов (Война четвёртой коалиции, Отечественная война 1812 года, Война шестой коалиции (Заграничный поход русской армии 1813—1814 годов)).
С 16 (28) сентября 1805 года участвовал в Войне четвёртой коалиции против французов. Участвовал в боях при Прейсиш-Эйлау, Цехарне, Гуттштадте. 8 (20) июня 1807 года вернулись в Россию.
С 29 марта (10 апреля)  1808 года назначен адъютантом шефа полка генерал-майора принца Карла Мекленбург-Шверинского.
С 14 (26) июня 1808 года участвовал в Русско-турецкой войне. Участвовал в боях при осаде Браилова, разведке крепости Журжи, сражении при Фрасине, осаде Силистрии, сражении при Татарчуке, взятии Браилова, Базарджика, где одним из первых взошёл на вал, сражении и осаде Шумлы, где за храбрость произведён в штабс-капитаны. 5 (17) августа 1809 года послан главнокомандующим армией генералом от инфантерии графом Н. М. Каменским к Государю Императору Александру I с донесением об одержании победы. 21 декабря 1810 года (2 января 1811 года) назначен бригадным адъютантом к генерал-майору принцу Карлу Мекленбургскому. 31 января (12 февраля)  1811 года был ранен в грудь выше правой титьки при штурме и взятии города Ловчи и произведён в капитаны. С 14 (26) февраля 1811 года по 2 (14) марта 1811 года с двумя ротами вёл наблюдение за корпусом паши Али-углу (3000 чел.) по дороге на Адрианополь. 1 (13) сентября 1811 года вернулись в Россию. Назначен дивизионным адъютантом 2-й гренадерской дивизии.
После начала Отечественной войны 1812 года участвовал в отступлении от реки Неман, Смоленском сражении и Бородинском сражении, где командуя 1-м батальоном был ранен навылет пулею в левую ляжку возле паха. Исполнял обязанности командира Московского гренадерского полка и командира 7-й фузелерной роты.
Участвовал в Войне шестой коалиции (Заграничный поход русской армии 1813—1814 годов). 21 апреля (3 мая)  1813 года вступил в командование полком (командир Московского гренадерского полка Иван Яковлевич Шатилов стал командиром вновь сформированного Бородинского пехотного полка). 23 апреля (5 мая)  1813 года в сражении у селения Гейздорф удержал с полком неприятельскую колонну, стремившуюся перерезать дорогу. Участвовал в сражениях при Кенинсевардене, Бауцене, Данау. 29 августа (10 сентября)  1813 года в Богемии, в горах у городов Теплица был отряжен с двумя ротами в стрелки. В начале сентября 1813 года командиром Московского гренадерского полка стал Александр Иванович Киприянов, а в конце сентября 1813 года — Борис Владимирович Полуектов. Повало-Швейковский участвовал в Битве народов под Лейпцигом, сражениях у деревни Вейтель, при Бриенне, при Арси-сюр-Обе. При взятии Парижа, где командуя всеми стрелками Гренадерского корпуса получил 2 контузии в правую ногу и левую ляжку, был ранен пулею в плечо, но имея поручение взять город Бельвиль остался в строю и взял город. 2 (14) мая 1814 года отправились и 2 (14) сентября 1814 года вернулись в Россию.
Дважды (редкий случай в русской армии) награждён золотой шпагой «За храбрость»: за сражение при Гейльсберге и битву под Лейпцигом. В 1814 году одним из первых вошёл в Париж. За отличие при штурме крепости Базарджик в 1810 году награждён орденом Св. Владимира 4-й ст. с бантом; за участие в сражении при Бородино — ранен и награждён орденом Св. Анны 2-й ст.; за взятие Бельвиля (предместье Парижа) был награждён орденом Св. Георгия 4-й ст..
16 (28) апреля 1815 года направлен во Францию. С 19 (31) января 1816 года — командир Алексопольского пехотного полка, с которым 10 (22) ноября 1818 года отправился и 6 (18) февраля 1819 года вернулся в Россию.
В 1823 году в Бобруйске принят подполковником С. И. Муравьёвым-Апостолом и подпоручиком М. П. Бестужевым-Рюминым в Южное общество декабристов. Там они обсуждали возможность ареста Александра I и генерала И. И. Дибича, что бы потом идти на Москву, увлекая за собой встречающиеся части. И. Повало-Швейковский был против этого. В 1824 году ездил в Санкт-Петербург по своим делам, и поручению Южного тайного общества привёз письма и встречался с представителями Северного тайного общества, убеждал князя С. П. Трубецкого о необходимости соединения обществ. В 1824 году обсуждал возможность ареста Александра I в Белой Церкви или в Киеве. Вместе с другим убедил А. З. Муравьёва не ездить в Таганрог для убийства Александра I. Принял в общество полковника В. И. Враницкого и полковника В. К. Тизенгаузена. Вёл переговоры с польским Патриотическим обществом: весной 1824 или 1825 года в Житомире встречался с графом П. Мошинским.
Был отстранён 31 августа (12 сентября)  1825 года от командования полком и переведён полковником в Саратовский пехотный полк. Хотя утверждал, что может в любое время поднять Алексопольский полк, в декабре 1825 года во время восстания Черниговского полка отказался в нём участвовать.
Приказ об аресте последовал 27 декабря 1825 года (8 января 1826 года). До 7 (19) января 1826 года содержался в Санкт-Петербурге на городском карауле, затем был переведён в Петропавловскую крепость в № 10 Никольской куртины. Осужден по I разряду и по конфирмации 10 (22) июля 1826 года приговорён в каторжную работу вечно, а 22 августа (3 сентября)  1826 года срок был сокращён до 20 лет.
Сначала отправлен в Свартгольм; 17 (29) июня 1827 года отправлен в Сибирь; 15 (27) августа 1827 года доставлен в Читинский острог. С сентября 1830 года находился в Петровском заводе. 8 (20) ноября 1832 года срок сокращён до 15 лет, а 14 (26) декабря 1835 года — до 13 лет.
По отбытии срока по указу от 10 (22) июля 1839 года был освобождён и обращён на поселение, по его собственной просьбе — в Курган Тобольской губернии. По дороге заехал на Туркинские минеральные воды (юго-восточный берег Байкала), где пробыл до осени, затем в город Иркутск, где пробыл почти до конца января 1840 года; 9 (21) февраля 1840 года прибыл на поселение. Где он первоначально жил в Кургане, установить пока не удалось, там он платил 10 рублей в месяц, без дров. В скором времени он перебрался во флигель на усадьбе Петра Николаевича Свистунова, которую тот купил у поступившего в военную службу в Кавказский корпус рядового Михаила Назимова. 15 (27) января 1842 года, на деньги, полученные от матери Повало-Швейковский, купил дом из четырёх комнат у П. Свистунова за 514 рублей 28 копеек серебром.
Повало-Швейковский был человеком удивительной доброты. Когда в Курган приехал декабрист Н. В. Басаргин с семьёй, Повало-Швейковский уступил им свой дом, а сам стал жить во флигеле. Занимался парниковым огородничеством, фармацевтикой, лечением горожан.
Иван Семёнович Повало-Швейковский умер от чахотки на руках у В. К. Кюхельбекера 6 (18) мая 1845 года в городе Кургане Курганского округа Тобольской губернии Западно-Сибирского генерал-губернаторства, ныне административный центр Курганской области Исповедал Повало-Швейковского иерей Иоанн Торопов ещё 1 (13) мая 1845 года. В. Кюхельбекер указывает в дневнике, что Иван Семенович скончался с 9 на 10 мая 1845 года. Завещал всё своё имущество находившейся у него в услужении вдове Анне Даниловне Розенковой; 8 (20) июля 1846 года Розенкова продала дом за 510 рублей серебром жене стряпчего Серафиме Иосифовне Тверитиной, дочери протоиерея Иосифа Попова.
Похоронен 8 (20) мая 1845 года на городском кладбище. Отпевал и участвовал в погребении протоиерей Богородице-Рождественской церкви Иосиф Попов. Место захоронения утеряно, на месте кладбища ныне находится Городской сад имени В.И. Ленина города Кургана Курганской области.

## Память
- В 2008 году в Кургане был открыт сквер декабристов на месте предполагаемого захоронения в Городском саду, неподалёку от собора св. Александра Невского. Установлено мозаичное панно, в центре которого на белой мраморной плите выбиты имена тринадцати декабристов, которые жили в Кургане в период с 1830 по 1857 годы. По обе стороны памятника расположены две чугунные мемориальные плиты с именами Ивана Фёдоровича Фохта и Ивана Семёновича Повало-Швейковского, которые были похоронены на городском кладбище Кургана. Автор композиции — художник-монументалист Борис Николаевич Орехов, автор идеи создания панно с атрибутами декабристов — офицерской шляпой, шпагой, свечой, пером и книгой — является председатель Курганского регионального отделения Союза художников Татьяна Анатольевна Иванова.
- В 2016 году установлен Памятный знак на месте бывшего сельца Буловицы, в котором родился Иван Повало-Швейковский[6].

## Награды
- Орден Святого Георгия IV степени, за взятие Бельвиля (предместье Парижа) (1814)
- Орден Святого Владимира IV степени с бантом, за отличие при штурме крепости Базарджик (1810)
- Орден Святой Анны II степени, за сражение при Бородино (1812)
- Крест «За победу при Прейсиш-Эйлау», за битву при Прейсиш-Эйлау (1807)
- Медаль «В память Отечественной войны 1812 года»
- Золотое оружие «За храбрость» за сражение при Гейльсберге (1807)
- Золотое оружие «За храбрость» за битву под Лейпцигом (1813).
- Высочайшее благоволение, за сражение при Фрасине (20 октября [1 ноября]  1809 года)
- Высочайшее благоволение, за сражение при Гейздорфе (5 [17] декабря 1813 года)
- Высочайшее благоволение, за манёвры при М. Вертю (август 1815)
- Высочайшее благоволение, за деятельные труды и совершенное исполнение возложенной на него порученности (1819)
- Высочайшее благоволение, за найденное устройство полка во время осмотра онаго при крепости Бобруйск Государем Императором (13 [25] сентября 1823 года)

Лишён всех наград по суду в 1826 году.

## Воинские звания
- Унтер-офицер, 11 (23) января 1801 года
- Портупей-прапорщик, 28 февраля (12 марта)  1803 года
- Прапорщик, 4 (16) июня 1804 года
- Портупей-прапорщик, 4 (16) ноября 1804 года
- Подпоручик, 5 (17) апреля 1806 года
- Поручик, 20 мая (1 июня)  1808 года
- Штабс-капитан, 6 (18) октября 1810 года, за отличие при Шумле.
- Капитан, 14 (26) апреля 1811 года, за отличие при штурме Ловчи.
- Майор, 5 (17) июня 1812 года
- Подполковник, 4 (16) октября 1813 года
- Полковник, 30 августа (11 сентября)  1816 года

## Семья
Повало-Швейковские — дворянский род польского происхождения. Владимир Иванович Повало-Швейковский (ум. 1690) и его брат Денис (ум. 1694) вступили в русское подданство после покорения Смоленска в 1655 году.
- Отец — смоленский помещик премьер-майор Семён Иванович Повало-Швейковский (1749—1825), правнук Владимира Ивановича Повало-Швейковского.
- Мать — Пелагия Богдановна (урожд. Верховская).
- за его бабкой статской советницей Анной Ивановной Повало-Швейковской (урожд. Тумило-Денисович, 1725—ок. 1827) в Смоленской губернии 214 душ.
- Брат Василий, отставной капитан.
- Сёстры (от первого брака отца с Анастасией Ивановной Азанчевской); Анастасия, Екатерина, Пелагея.
- Дядя — Яков Иванович Повало-Швейковский (1750—1807), генерал от инфантерии, действительный тайный советник.
- Дядя — преподобный Зосима (Верховский) (1766—1833), схимонах
- Племянник — Христофор Христофорович Повало-Швейковский (1789—1848), Тобольский и Олонецкий гражданский губернатор, действительный статский советник.
- Незаконная жена — поселенческая вдова Анна Даниловна Розенкова (1805—между 1868 и 1874), дочь Данилы Даниловича и Домны Васильевны Абалмасовых, выходцев из крестьян Смолинской волости Курганского округа. С 7 (19) ноября 1823 года замужем за рядовым курганской инвалидной команды Фёдором Базановым (1793—1830). С 19 (31) октября 1833 года замужем за поселенцем Смолинской волости деревни Увальской Федором Михайловичем Розенко (варианты написания фамилии: Ресенко, Ризенко, Розенко), он умер 27 октября (8 ноября) 1836 года. С начала 1842 года мещанка города Кургана[7].
  - Сын (незаконнорождённый) Иван Федорович Розенков (30 сентября (12 октября) 1845—23 июля (4 августа) 1876, утонул в р. Тобол в г. Кургане), восприемниками при крещении Ивана были Николай Басаргин и жена городничего Евгения Соболевская. Жена (с 4 (16) мая 1866) Мария Васильевна Седяева (?—17 (29) мая 1876), из крестьян Лебяжьевской волости Курганского округа. У них сын Алексей (род. 1868)